# Escriptura cursiva romana

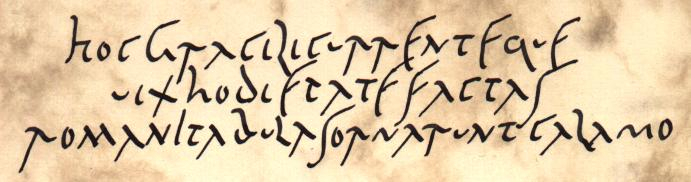
Recreació d'un text escrit amb cursiva majúscula romana segons el model de les tauletes de Vindolanda. Transcripció:
«Hoc gracili currenteque/VIX hodie patefactas/Romani tabules ornarunt Calamo» («Amb aquesta gràcil ploma, els romans decoraven les tauletes amb escriptura, que amb prou feines avui han vist la llum.")

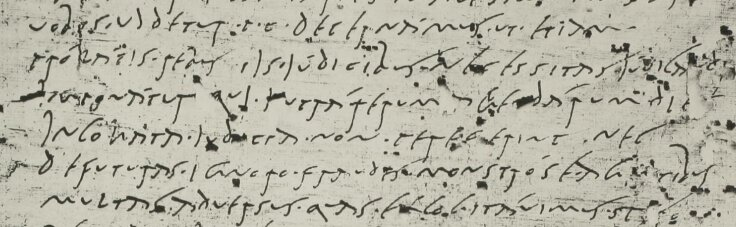
Tros de papir escrit amb cursiva romana antiga amb extractes de discursos pronunciats al Senat sota el regnat de Claudi

L'escriptura cursiva romana es va utilitzar durant l'antiga Roma en dues modalitats que constitueixen dos tipus d'escriptura totalment diferents: la cursiva més antiga (segles I al III), formada per caràcters majúsculs i una escriptura composta per lletres minúscules que es desenvolupa a partir del segle iii.
L'antiga cursiva romana, o majúscula cursiva, era un tipus d'escriptura especialitzat que s'aprenia en el segon nivell del sistema d'ensenyament romà, enfront de la capital que s'ensenyava en el nivell elemental. Era, per tant, una modalitat gràfica característica de determinats professionals o de persones que havien superat els nivells més elementals de l'educació romana. Així, la cursiva antiga va ser l'escriptura característica de la burocràcia, mentre que la capital s'utilitzava com una escriptura per a usos solemnes i per a tot allò a què es volia atorgar difusió. Per exemple, mentre que els originals de les lleis municipals que es guardaven en els fitxers estaven escrits en cursiva sobre papir, quan aquestes lleis es disposaven per a coneixement públic es copiaven en capital sobre plaques de bronze que es clavaven en els murs dels principals edificis públics.

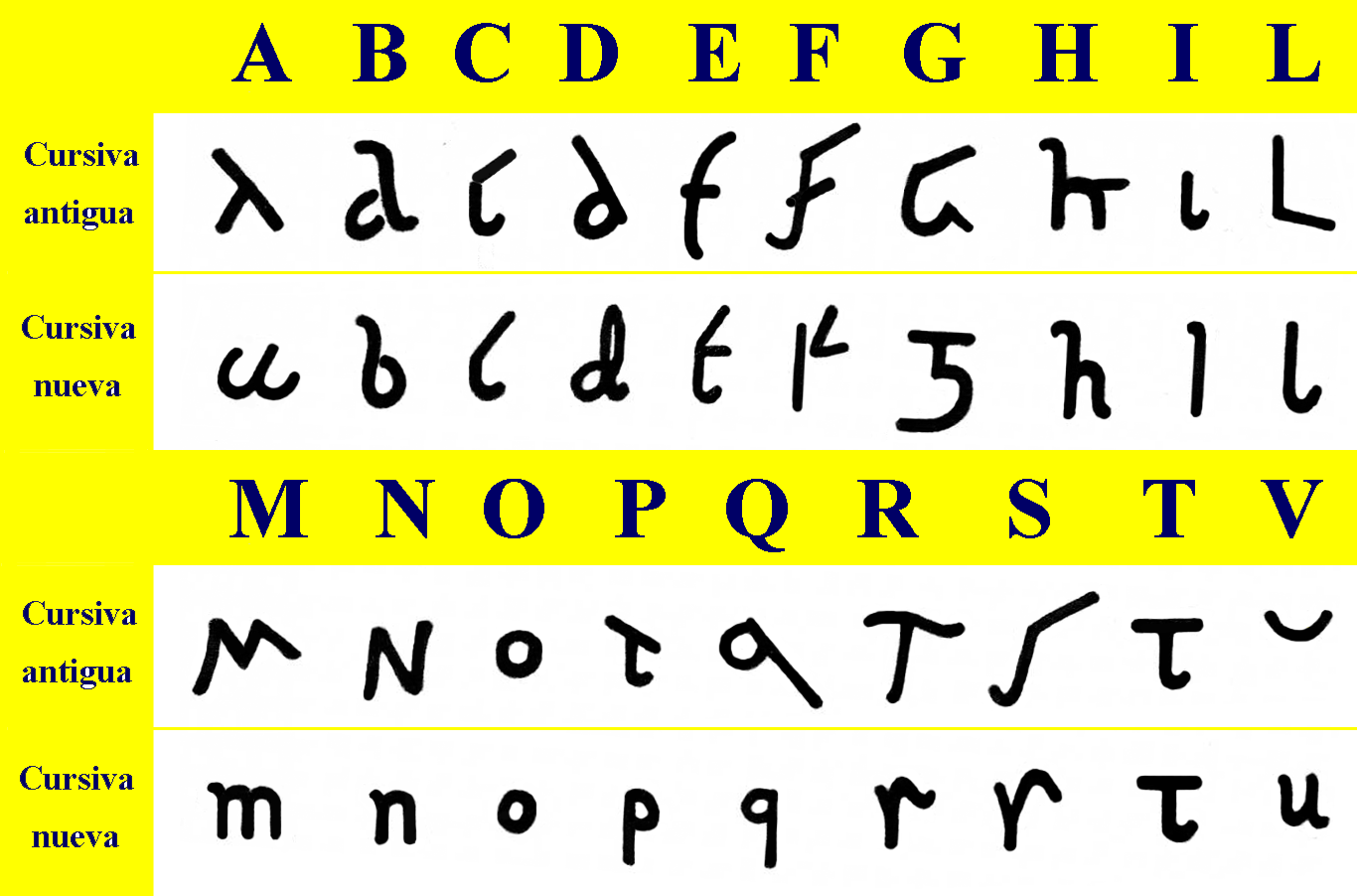
Comparació entre les lletres de la cursiva romana antiga i la minúscula del Baix Imperi, segons la cal·ligrafia apareguda en les tauletes de Vindolanda

Els centenars de tauletes procedents de Vindolanda són un bon exemple de l'ús especialitzat de l'escriptura cursiva que es va fer, en aquest cas, per a l'administració militar d'una fortalesa romana.
Al segle ii aC, l'autor teatral Plaute, en la seva obra Pseudolus, fa la següent al·lusió a la dificultat per a llegir una escriptura d'execució ràpida com era la cursiva antiga:
| «                        | (llatí) Calidorus: Cape has tabellas, tuti hinc narrato tibi quae em misèria et cura contabefacit. Pseudolus: Mos tibi geretur. Sigueu quid hoc, quaeso? Calidorus: Quid est? Pseudolus: Ut opinor, quaerunt litterae hae sibi liberos: alia aliam scandit. Calidorus: Ludis iam ludo mutu? Pseudolus: Has quidem pol credo nisi Sibylla legerit, interpretari alium posse neminem. Calidorus: Cur inclementer dicis lepidis litteris lepidis tabellis lepida conscriptis manu? Pseudolus: An, opsecro hercle, habent quas gallinae manus? Nam has quidem gallina Scripsit. | (català) Pren aquesta tauleta, així veuràs per tu mateix la misèria i la preocupació que em consumeix. Ho faré per tu. Però, què és això? Pregunto. Què passa? Al meu entendre, sembla que aquestes lletres volen tenir fills: es munten les unes sobre les altres. Et burles de mi? De debò, per Pollux, crec que tret que la Sibil·la pugui llegir aquestes lletres, ningú podrà entendre-les. Per què critiques aquestes encantadores lletres escrites sobre tan encantadora tauleta per una mà encantadora? Per Hèrcules t'ho prego, les gallines per ventura tenen mans? Doncs, només una gallina va poder escriure-la. | » |
| — Plaute, Psèudol, 21-30 | | |   |

La cursiva romana antiga té un alfabet que va evolucionar des de la majúscula romana. La morfologia del seu alfabet és bastant diferent al de la capital, a causa de la simplificació i esquematització que es produeix en executar l'escriptura a gran velocitat.

## Cursiva romana nova
La cursiva romana nova, també anomenada minúscula cursiva o cursiva romana final, es va usar des del segle iii fins al segle vii, aproximadament. Aquest tipus d'escriptura, juntament amb la uncial i semiuncial romanes, seran la base de l'escriptura carolíngia, més llegible, que serà uniformement emprada en tots els documents de l'Imperi Carolingi.